# Werkdienst
Werkdienst bezeichnet in Deutschland im Justizvollzug die Begleitung der beruflichen Weiterbildung und der Gefangenenarbeit durch Beamte.
Zu den Aufgaben im Werkdienst gehört die fachliche Anleitung von in Anstaltsbetrieben beschäftigten Gefangenen, die Beaufsichtigung der in Betrieben beschäftigten Gefangenen, die Koordinierung der Abläufe innerhalb eines Betriebes sowie deren technische und fachliche Leitung. Bei Bedarf sind weitere Aufgaben Reparatur- und Wartungsarbeiten an Arbeitsgeräten, Maschinen und technischen Anlagen einer Justizvollzugsanstalt.
Beamte im Werkdienst führen je nach Bundesland die Amtsbezeichnungen Werkmeister (Besoldungsgruppe A 6), Oberwerkmeister (Besoldungsgruppe A 7) und Hauptwerkmeister (Besoldungsgruppe A 8). Der mittlere Werkdienst gehört zur Laufbahngruppe des mittleren Dienstes. Beamte im Werkdienst in Niedersachsen gehören der Laufbahngruppe 1, 2. Einstiegsamt der Fachrichtung Technische Dienste an. Eine bestandene Meisterprüfung ist Voraussetzung für eine Tätigkeit im Werkdienst.